# Insuficiencia respiratoria
La insuficiencia respiratoria es un síndrome clínico que se caracteriza por la incapacidad del organismo para mantener los niveles arteriales de oxígeno (O2) y de dióxido de carbono (CO2) adecuados para las demandas del metabolismo celular.
La disminución del oxígeno transportado en la sangre se conoce como hipoxemia; un aumento de los niveles arteriales de dióxido de carbono se denomina hipercapnia. La insuficiencia respiratoria se clasifica en función de si existe un nivel elevado de dióxido de carbono, y puede ser aguda o crónica. En los ensayos clínicos, la definición de insuficiencia respiratoria suele incluir aumento de la frecuencia respiratoria, gases sanguíneos anormales (hipoxemia, hipercapnia o ambas) y evidencia de aumento del trabajo respiratorio. La insuficiencia respiratoria provoca una alteración del estado mental debido a isquemia cerebral.
Los valores de referencia típicos de presión parcial son de O
2 superior a 80 mmHg (11 kPa) y de CO2 inferior a 45 mmHg (6,0 kPa).

## Concepto
La insuficiencia respiratoria aguda es la incapacidad del sistema respiratorio de cumplir su función básica, el intercambio gaseoso de oxígeno y dióxido de carbono entre el aire ambiental y la sangre circulante, lo que culmina en la falla del metabolismo celular del organismo.
De acuerdo con su encabezado médico, se define como:

Falla para proveer adecuadamente de oxígeno a las células del cuerpo y evacuar el exceso de dióxido de carbono del mismo. (Stedman, 25a. ed)
Término MeSH para Insuficiencia respiratoria

En términos médicos, la insuficiencia respiratoria se define como la presencia de hipoxemia arterial (PaO2 menor a 60 mmHg) en reposo, a nivel del mar y respirando aire ambiental. Este criterio puede acompañarse de hipercapnia (PaCO2 mayor de 45 mmHg). Para fines prácticos, puede entenderse que una saturación de oxígeno entre 90 y 95% equivalen a una PaO2 de 60 y 80 mmHg.

## Clasificación
Según los valores de la gasometría arterial, la insuficiencia respiratoria puede ser:
- Parcial: Se define como la disminución de la presión parcial de oxígeno por debajo de 60 mmHg. (PO2 < 60 mmHg)
- Global: Se define como la disminución de la presión parcial de oxígeno por debajo de 60 mmHg más el aumento de la presión parcial de dióxido de carbono por encima de 45 mmHg. (PO2 < 60 mmHg + PCO2 > 45 mmHg)

Según el tiempo de instauración, la insuficiencia respiratoria se clasifica en aguda, crónica o crónica reagudizada.
La insuficiencia respiratoria se clasifica en 4 tipos.

### Tipo 1
La insuficiencia respiratoria tipo 1 está caracterizada por un bajo nivel de oxígeno en la sangre (hipoxemia) (PaO2) < 60 mmHg con un nivel de dióxido de carbono (PaCO2) en la sangre normal (normocapnia) o bajo (hipocapnia).
El defecto fundamental en la insuficiencia respiratoria tipo 1 es la falla en la oxigenación caracterizada por:
| PaO2   | disminuida < 60 mm Hg          |
| PaCO2  | normal o disminuida < 50 mm Hg |
| PA-aO2 | aumentada                      |
La insuficiencia respiratoria tipo I es causada por condiciones que afectan la oxigenación y, por lo tanto, provocan una disminución de oxígeno en la sangre por debajo de los niveles normales. Estas incluyen:
- Bajo oxígeno ambiental (por ejemplo, a gran altitud).[5]
- Desajuste ventilación-perfusión (partes del pulmón reciben oxígeno pero no suficiente sangre para absorberlo, por ejemplo, embolia pulmonar, síndrome de dificultad respiratoria aguda, enfermedad pulmonar obstructiva crónica, insuficiencia cardíaca congestiva.[5]
- Hipoventilación alveolar (disminución del volumen minuto respiratorio debido a la reducción de la actividad muscular respiratoria, por ejemplo, en enfermedad neuromuscular aguda); esta forma también puede causar insuficiencia respiratoria tipo 2 si es grave.
- Problema de difusión (el oxígeno no puede ingresar a los capilares debido a una enfermedad parenquimatosa, por ejemplo, en neumonía o SDRA).
- Shunt de derecha a izquierda (la sangre oxigenada se mezcla con sangre no oxigenada del sistema venoso, por ejemplo, malformación arteriovenosa, atelectasia completa, neumonía grave, edema pulmonar grave).

### Tipo 2
Hipoxemia (PaO2 <8kPa o normal) con hipercapnia (PaCO2 >6.0kPa).
El defecto básico en la insuficiencia respiratoria tipo 2 se caracteriza por:
| PaO2   | disminuido < 60 mm Hg o normal |
| PaCO2  | aumentado > 50 mm Hg           |
| PA-aO2 | normal                         |
| pH     | <7.35                          |

La insuficiencia respiratoria tipo 2 es causada por una ventilación alveolar inadecuada; tanto el oxígeno como el dióxido de carbono se ven afectados. Se define como la acumulación de niveles de dióxido de carbono (PaCO2) que ha sido generado por el cuerpo pero no puede ser eliminado. Las causas subyacentes incluyen:
- Resistencia aumentada en las vías respiratorias (enfermedad pulmonar obstructiva crónica, asma, asfixia)
- Esfuerzo respiratorio reducido (efectos de medicamentos, lesión del tronco encefálico, obesidad extrema)
- Disminución del área del pulmón disponible para el intercambio gaseoso (como en bronquitis crónica)
- Problemas neuromusculares (síndrome de Guillain–Barré,[6] enfermedad de la motoneurona)
- Deformidades (cifoescoliosis), rigidez (espondilitis anquilosante) o tórax inestable.[6]

### Tipo 3
La insuficiencia respiratoria tipo 3 es un tipo de insuficiencia respiratoria tipo 1, con disminución de PaO2 (hipoxemia) y PaCO2 normal o disminuida. Sin embargo, debido a su prevalencia, se le ha dado su propia categoría. La insuficiencia respiratoria tipo 3 a menudo se conoce como insuficiencia respiratoria perioperatoria, porque se distingue por ser una insuficiencia respiratoria tipo 1 que está específicamente asociada con una operación, procedimiento o cirugía.
La fisiopatología de la insuficiencia respiratoria tipo 3 a menudo incluye atelectasia pulmonar, que es un término utilizado para describir el colapso de las unidades funcionales del pulmón que permiten el intercambio gaseoso. Debido a que la atelectasia ocurre con frecuencia en el período perioperatorio, esta forma también se llama insuficiencia respiratoria perioperatoria. Después de la anestesia general, la disminución de la capacidad residual funcional lleva al colapso de las unidades pulmonares dependientes.

### Tipo 4
La insuficiencia respiratoria tipo 4 ocurre cuando las demandas metabólicas (oxígeno) superan lo que el sistema cardiopulmonar puede proporcionar. A menudo resulta de la hipoperfusión de los músculos respiratorios, como en pacientes con shock, como el shock cardiogénico o el shock hipovolémico. Los pacientes en shock a menudo experimentan dificultad respiratoria debido a edema pulmonar (por ejemplo, en shock cardiogénico). La acidosis láctica y la anemia también pueden resultar en insuficiencia respiratoria tipo 4. Sin embargo, los tipos 1 y 2 son los más ampliamente aceptados.

## Fisiopatología

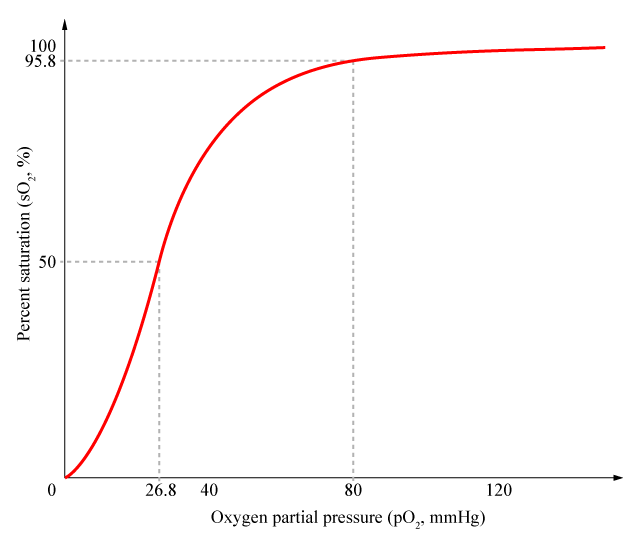
Curva de disociación de la hemoglobina, dependiendo de la saturación de oxígeno.

La elección de 60 mmHg de PaO2 como umbral para el diagnóstico de insuficiencia respiratoria está basado en la forma de la curvatura de disociación de la hemoglobina donde, encima de este nivel, la saturación de oxígeno se mantiene alta y estable; sin embargo, debajo de este nivel, cualquier reducción mínima puede generar una disminución notable de la saturación de oxígeno.

## Examen físico
Los hallazgos de la exploración física que se encuentran con frecuencia en pacientes con insuficiencia respiratoria incluyen hallazgos indicativos de una oxigenación alterada (bajo nivel de oxígeno en sangre). Estos incluyen, entre otros, los siguientes:
- Uso de los músculos accesorios en la respiración u otros signos de dificultad respiratoria[10]
- Alteración del estado mental (p. ej., confusión, letargo)[10]
- Acropaquia de las yemas de los dedos (véase la imagen de la derecha)[10]
- Cianosis periférica (por ejemplo, color azulado en las membranas mucosas o en los dedos de las manos y/o de los pies)
- Taquipnea (frecuencia respiratoria más rápida)[10]
- Conjuntiva pálida[10]

Las personas con insuficiencia respiratoria suelen presentar otros signos o síntomas que están asociados a la causa subyacente de su insuficiencia respiratoria. Por ejemplo, si la insuficiencia respiratoria está causada por un shock cardiogénico (disminución de la perfusión debida a una disfunción cardíaca), también son de esperar síntomas de disfunción cardíaca (por ejemplo, edema con fóvea).

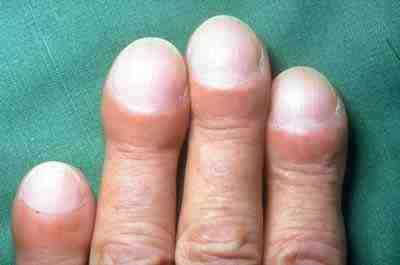
Acropaquia.

## Causas
Existen diversas afecciones que pueden provocar insuficiencia respiratoria. Las etiologías de cada tipo de insuficiencia respiratoria (véase más abajo) también pueden diferir. Diferentes tipos de afecciones pueden causar insuficiencia respiratoria:
- Afecciones que reducen el flujo de aire que entra y sale de los pulmones, incluida la obstrucción física por cuerpos extraños o masas y la reducción de la respiración debida a fármacos o cambios en el tórax.
- Condiciones que deterioran el riego sanguíneo de los pulmones. Entre ellas se incluyen afecciones tromboembólicas y afecciones que reducen el rendimiento de sector derecho del corazón derecho, como la insuficiencia cardiaca derecha y algunos infartos de miocardio.
- Afecciones que limitan la capacidad del tejido pulmonar para intercambiar oxígeno y dióxido de carbono entre la sangre y el aire de los pulmones. Cualquier enfermedad que pueda dañar el tejido pulmonar puede entrar en esta categoría. Las causas más comunes son (sin ningún orden en particular) infecciones, enfermedad pulmonar intersticial y edema pulmonar.

## Tratamiento

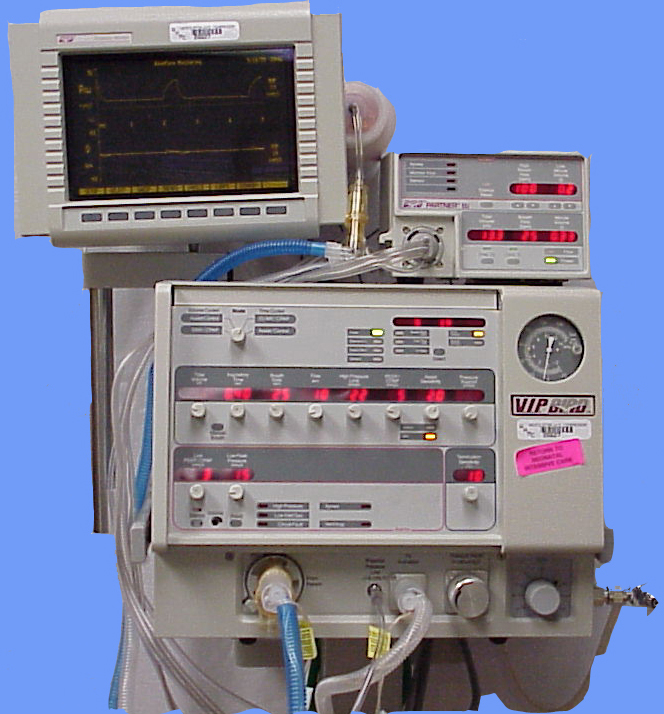
Ventilador mecánico

Es necesario el tratamiento de la causa subyacente, si es posible. El tratamiento de la insuficiencia respiratoria aguda puede incluir medicación como broncodilatadores (para la enfermedad de las vías respiratorias), antibióticos (para infecciones), glucocorticoides (para numerosas causas), diuréticos (para edema pulmonar), entre otros. La insuficiencia respiratoria resultante de una sobredosis de opioides puede tratarse con el antídoto naloxona. En cambio, la mayoría de las sobredosis de benzodiacepinas no se benefician de su antídoto, el flumazenil. La terapia respiratoria puede ser beneficiosa en algunos casos de insuficiencia respiratoria.
La insuficiencia respiratoria de tipo 1 puede requerir oxigenoterapia para lograr una saturación de oxígeno adecuada. La falta de respuesta al oxígeno puede indicar otras modalidades como terapia de alto flujo humidificado calentado, presión positiva continua en la vía aérea o (si es grave) entubación endotraqueal y ventilación mecánica. 
La insuficiencia respiratoria de tipo 2 suele requerir ventilación no invasiva (VNI) a menos que la terapia médica pueda mejorar la situación. En ocasiones está indicada la ventilación mecánica de forma inmediata o de otro modo si falla la VNI. Los estimulantes respiratorios como el doxapram se utilizan ahora raramente.
Existen pruebas provisionales de que en aquellos con insuficiencia respiratoria identificada antes de la llegada al hospital, la presión positiva continua en las vías respiratorias puede ser útil cuando se inicia antes del traslado al hospital.

## Enfermedades relacionadas
- Asma
- Bronquitis
- Bronquiolitis
- Enfisema pulmonar
- Neumonía
- Respirador médico